# Raymond Audi
Pour les articles homonymes, voir Audi (homonymie).
Raymond Audi, né le 6 octobre 1932 à Sidon au Liban et mort le 15 juillet 2022, est un banquier et homme politique libanais.

## Biographie
Son père était banquier et sa mère artiste-peintre. Raymond Audi voulait d'abord devenir ingénieur textile.
Il effectue un stage de deux ans à la banque Misr. Avec son frère Georges (le troisième de la fratrie, Jean, décède dans un accident de voiture en 1966), ils héritent de la direction de la banque Audi, entreprise familiale dont les origines remontent à son arrière-grand-père qui avait fondé une maison de change à Sidon en 1850. Ils diversifient  ses activités en se lançant dans l'immobilier et l'export de produits fruitiers. Au Koweït, il rencontre hajj Hamad al-Houmaid, fondateur de la Banque commerciale du Koweït. Hamad al-Houmaid s'associe à la famille Audi pour lancer une branche de sa banque au Liban, ce qui signe le début de l'expansion internationale des activités bancaires des Audi.
Il rachète également deux millions de mètres carrés de terrain enneigé à 1 $ le mètre carré, et transforme le terrain en station de ski.
Raymond Audi a dirigé la Banque Audi jusqu'en juillet 2008, après l'avoir transformée en un géant du monde de la finance au Liban et au Moyen-Orient. En 2000, il crée la fondation Audi dont l'objectif est de revaloriser le patrimoine socioculturel de Sidon.
En juillet 2008, il est choisi par les personnalités chrétiennes de l'alliance du 14 Mars pour intégrer le gouvernement d'union nationale dirigé par Fouad Siniora. Il est nommé au poste controversé de ministre des Déplacés afin de gérer l'un des sujets les plus contentieux depuis la fin de la guerre civile.

### Autres fonctions
- Membre du conseil exécutif et trésorier de la Fondation nationale du patrimoine du Liban[4]
- Membre de la Fondation de l’héritage de Sidon[4]

### Vie privée
Ses fils sont le metteur en scène Pierre Audi et le philosophe Paul Audi. Sa fille Shérine est directrice de la banque Audi à Paris.
Raymond Audi a fait construire le centre Sofil à Beyrouth, le Faqra Club à Faqra (Kfardebiane), et le siège de la banque Audi à Bab Edriss (Audi Plaza, dessinée par Kevin Dash). Il est également propriétaire de la villa Blanche à Beyrouth et de la savonnerie (musée du savon) de Sidon, propriété appartenant à la famille Audi depuis les années 1920.
Raymond Audi est aussi collectionneur d'art, et possède plus de 700 toiles dans sa collection.

## Décorations
- 1998 :  Officier de l'ordre national du Cèdre[4]
- 2003 :  Chevalier de la Légion d'honneur[4]
- Chevalier de l'ordre de Saint-Grégoire-le-Grand
- Commandeur de l'ordre du Mérite civil d'Espagne
- 2012 : Commandeur de l’ordre d’Isabelle La Catholique[4]

## Distinctions
- Docteur honoris causa de l'université Saint-Joseph de Beyrouth (2018)
- Docteur honoris causa l'université libanaise